# Alipore
Alipore (o Alipur) è una località dell'India di 80.692 abitanti, capoluogo del distretto dei 24 Pargana Sud, nello stato federato del Bengala Occidentale. Originariamente un villaggio, negli anni è stato inglobato dall'agglomerato urbano di Calcutta e ne è divenuto un quartiere periferico.

## Geografia fisica
Alipore è situata a 22° 32' 21 N e 88° 19' 38 E e ha un'altitudine di 13 m s.l.m..

## Società

### Evoluzione demografica
Al censimento del 2001 la popolazione di Alipore assommava a 80.692 persone, delle quali 45.055 maschi e 35.637 femmine. Al censimento precedente del 1991 invece la popolazione era di 79.038, delle quali 45.591 maschi e 33.717 femmine.